# Piæ Cantiones

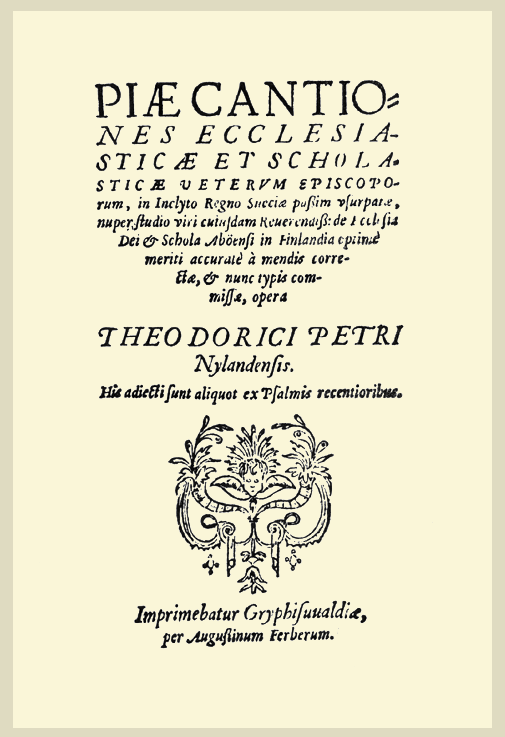
Titelbladet till utgåvan från 1582.
Texten lyder:
"PIÆ CANTIONES ECCLESIASTICÆ ET SCHOLASTICÆ VETERUM EPISCOPORUM, in Inclyto Regno Sueciæ passim usurpatæ, nuper studio viri cuiusdam Reverendissimi de Ecclesia Dei et Schola Aboënsi in Finlandia optime meriti accurate a mendis correctæ, et nunc typis commissæ, opera THEODORICI PETRI Nylandensis.
His adiecti sunt aliquot ex psalmis recentioribus.
Imprimebatur Gryphisuualdiæ, per Augustinum Ferberum."
På svenska:
De gamla biskoparnas fromma kyrko- och skolsånger, vida berömda och använda över hela Sverige, noggrant korrigerade och godkända av förnäma och berömda personer vid Guds kyrka och skola i Åbo i Finland, och nu nedtecknade av Theodoricus Petri Nylandensis.
Till dessa har lagts ett antal nya psalmer.
Tryckt i Greifswald av Augustini Ferberi.

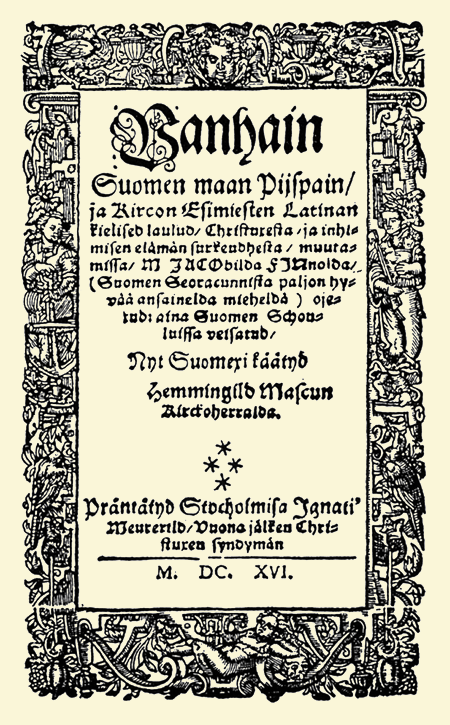
Titelbladet till utgåvan från 1616.

Piæ Cantiones (latin: 'fromma sånger') eller Piæ Cantiones ecclesiasticæ et scholasticæ veterum episcoporum ('De gamla biskoparnas fromma kyrko- och skolsånger') är en sångsamling med senmedeltida andliga sånger, i huvudsak på latin. Den anses vara Nordens äldsta sångbok.

## Bakgrund
Sångerna brukade sjungas vid den så kallade djäknegången av djäknarna, eleverna, vid Katedralskolan i Åbo på 1200- och 1300-talet under loven, då de genom att framföra sångerna fick allmosor, mat och kläder, för att kunna fullfölja sin utbildning och eventuellt småningom få någon befattning i domkapitlet. Några av eleverna avancerade till präster efter avslutad skolgång.
Sångerna nedtecknades först av en student från Viborg, Theodoricus Petri Rutha, även kallad "Nylänningen" (Nylandensis), möjligen för att han skulle ha haft rötter i Nyland, fast han fått sin elementärutbildning i Viborg. Jacobus Petri Finno, som var katedralskolans rektor 1568–1578 och 1583–1588, fick i uppdrag att granska dem och gallrade ut några som han ansåg vara alltför katolska. Själv sades han ha varit moderat reformatorisk. I den första upplagan ingick 74 sånger, varav 2 fyrstämmiga, 3 trestämmiga och 7 tvåstämmiga, främst jul-, påsk- och pingstsånger. Den första upplagan trycktes 1582 i Greifswald i Pommern.
Trots att de publicerades först på 1500-talet, har sångerna en påtagligt medeltida prägel, och texterna har en dragning åt romersk katolicism, fast de publicerats efter reformationen. Musikforskare anser att många av sångerna har syd- och mellaneuropeiskt ursprung, fast de inte längre finns tillgängliga någon annanstans. Många anses dock vara nordiska, från både Finland och Sverige. Piæ Cantiones sjöngs i finländska skolor fram till 1800-talet, men föll småningom alltmer i glömska. På 1900-talet vaknade ett nytt intresse för medeltida musik och sångerna utgavs i England 1910. Idag är de en naturlig del av den nordiska sångskatten och många körer har dem på sin standardrepertoar. Till exempel Gaudete och Puer natus in Betlehem är välkända över hela Europa, och skulle förmodligen inte längre kunnat avnjutas om de inte nedtecknats av en entusiastisk yngling i yttersta utkanten av Europa, i vad som då var Sverige.

## Utgåvor
- 1582 – Flera exemplar av originalutgåvan från 1582[6] finns på bibliotek i Finland och Sverige, bland annat på Nationalbiblioteket, Kungliga biblioteket, Uppsala universitetsbibliotek samt Linköpings stifts- och landsbibliotek. Sammanlagt finns 22 exemplar bevarade.
- 1616 – År 1616 kom en upplaga översatt till finska av Hemmingius Henrici Hollo, kyrkoherde i Masko.[7] Utgåvan på finska finns även den på Nationalbiblioteket (också som mikrofilm) och Kungliga biblioteket. Av den finska utgåvan finns fem exemplar bevarade. En faksimilutgåva finns (Otava 1927).
- 1625 – På Jyväskylä universitet finns den utökade utgåvan från 1625 i ett mycket välbevarat halvfranskt band, tryckt i Rostock.[8][9] Exemplar finns också bland annat på Nationalbiblioteket.
- 1853 – År 1853 återvände den dåvarande brittiske ambassadören i Sverige, G.J.R. Gordon, till England och medförde ett exemplar av utgåvan från 1582. Han visade det för John Mason Neale som var välkänd för sitt intresse för tidig musik. Denne gav det till Thomas Helmore som han visste var expert på mensuralnotskrift. Efter att ha fått tillbaka melodierna i modern notskrift översatte Neal texterna till engelska och skrev i en del fall nya texter. Neale och Helmore publicerade samma år 12 av dessa som Carols for Christmastide ('julsånger'), och följande år ytterligare 12 med titeln Carols for Eastertide ('påsksånger').
- 1910 – År 1910 gavs originalet ut i England med titeln Piae Cantiones: A Collection of Church & School Song, chiefly Ancient Swedish, originally published in A.D. 1582 by Theodoric Petri of Nyland av the Plainsong and Medieval Music Society med förord och kommentarer av George Ratcliffe Woodward.[10]
- 1967 – År 1967 gav Fazer ut en faksimilutgåva och en utgåva med moderniserad notskrift redigerad av Harald Andersén och Timo Mäkinen.[11]

## Musikexempel
Eftersom den medeltida mensuralnotskriften är svårtolkad, finns olika versioner av sångerna.
- Problem att lyssna på filerna? Mediahjälp (engelska).

## Innehåll
| - Cantiones de nativitate Domini et Salvatoris nostri Jesu Christi (Sånger om vår herre och frälsare Jesu Kristi födelse) - Angelus emittitur - Salve flos et decor Ecclesiæ - Puer nobis nascitur - Verbum caro factus est - De radice processerat - Congaudeat turba fidelium - Ave maris stella lucens miseris - Lætetur Jerusalem, Sion plaudat filia - Personent hodie - Psallat scholarum contio - Ave maris stella Divinitatis cella - Dies est lætitiæ - Ecce novum gaudium - Resonet in laudibus - In dulci jubilo - Omnis mundus jucundetur - Florens juventus virginis - Laus virginis, Nati sonat cum jubilo - Unica gratifera - Psallat fidelis concio cum gaudio - Paranymphus adiens - Ad cantus lætitiæ - Puer natus in Bethlehem - Gaudete, gaudete Christus est natus - De passione Domini nostri Jesu Christi (Om vår herre Jesu Kristi lidande) - Autor humani generis - A dextris Dei Dominus - Christus pro nobis passus est - Amoris opulentiam - Jesus humani generis - Cedit hiems eminus - Ætas carmen melodiæ - Jucundare jugiter - Jesu dulcis memoria - In festo pentecostes (Vid Pingst) - Quando Christus ascenderat - De trinitate (Om treeningheten) - Benedicite tres personas - Bene quondam dociles - Triformis relucentia - De eucharistia (Om tacksägelsen) - Divinum mysterium - Jesus Christus nostra salus | - Cantiones precum (Sånger till bön) - O Rex cœlorum Domine - O Christe Rex piissime - Ave Rex regum omnium - Parce Christe spes reorum - De fragilitate et miseriis humanæ conditionis (Om människornas bräckliga och eländiga tillstånd) - Vanitatum vanitas - Insignis est figura - Mirum si læteris - O mentes perfidas - Nunc floret mendacium - Mundanis vanitatibus - In hoc vitæ stadio - Honestatis decus - Scribere proposui - Jam verus amor - Mars precurrit in planetis - Invaluit malitia - Cum sit omnis caro - Jeremiæ prophetiæ - De vita scholastica (Om livet i skolan) - Castitatis speculum - O scholares discite - Scholares convenite - Disciplinæ filius - Olla mortis patescit - In stadio laboris - Schola morum floruit - Sum in aliena provincia - O scholares voce pares - Regimen scholarium - De concordia (Om vänskap) - O quam mundum - Lætemur omnes socii - Historicæ cantiones (Historiska sånger) - Zachæus arboris ascendit - Homo quidam - Ramus virens olivarum - De tempore vernali cantiones (Sånger om vårens tid) - In vernali tempore - Tempus adest floridum |

### Fotnoter
1. ↑  ”8. Titelblatt (1582)” (på tyska). Jyväskylän yliopiston kirjasto. http://jyk.jyu.fi/jyk/kokoelmat/cantiones/deutsch/page8.shtml. Läst 30 november 2012.
2. ↑  ”10. Titelblatt (1616)” (på tyska). Jyväskylän yliopiston kirjasto. http://jyk.jyu.fi/jyk/kokoelmat/cantiones/deutsch/page10.shtml. Läst 30 november 2012.
3. ↑  Mattson, Per (2009). ”Piæ Cantiones, Anno 1582”. Ensemble Laude Novella. Arkiverad från originalet den 4 januari 2022. https://web.archive.org/web/20220104171030/http://www.laudenovella.com/svenska/cd/0901-piae_cantiones/0901-piaecan-index.htm. Läst 1 december 2012.
4. ↑  ”Katedralskolan i tidsperspektiv”. Katedralskolan i Åbo. Arkiverad från originalet den 4 oktober 2012. https://web.archive.org/web/20121004004404/http://info.edu.turku.fi/katedral/historik/historik.html. Läst 30 november 2012.
5. ↑  ”Skolan och dess rektorer genom tiderna”. Katedralskolan i Åbo. Arkiverad från originalet den 4 oktober 2012. https://web.archive.org/web/20121004004453/http://info.edu.turku.fi/katedral/rektorer/rektorer.html. Läst 30 november 2012.
6. ↑  Ruuta Didrik Persson, Jacobus Petri Finno, red (1582) (på latin). Piæ cantiones ecclesiasticæ et scholasticæ vetervm episcoporum, in inclyto regno Sueciæ paszim vsurpatæ, nuper studio viri cuiusdam reuerendisz. de ecclesia Dei & schola Aboënsi in Finlandia optimè meriti accuratè à mendis correctæ, & nunc typis commissæ, opera Theodorici Petri Nylandensis. Hic adiecti sunt aliquot ex psalmis recentioribus.. Imprimebatur Gryphisuualdiæ, per Augustinum Ferberum [kolofon:] Gryphisvvaldiæ typis Augustini Ferberi. Anno 1582.. Libris 2588920
7. ↑   (på finska) Vanhain Suomen maan piispain, ja kircon esimiesten latinan kielised laulud, ... M. Jacobilda Finnolda .... Stocholmisa. 1616. Libris 2514368
8. ↑  http://jyk.jyu.fi/jyk/kokoelmat/cantiones/deutsch/page1.shtml (tyska)
9. ↑   (på latin) Cantiones piæ et antiquæ, veterum episcoporum & pastorum in inclyto regno Sveciæ, præsertim in Magno Ducatu Finlandiæ usurpatæ, & primum operâ ... Theodorici Petri Rwtha, anno 1582, typis commissæ. Nunc autem sumptibus ... Johannis & Bartholdi Petri Rwtha ; item Jacobi, Petri & Theobaldi Bartholdi Rwtha, fratrum, fratrueliumq' p. m. Theoderici Rwtha, denuò cum quibusdam marginalibus & locis s. scripturam à ... Diœcesis Wijburg: illustratæ prodeunt, his accesserunt etjam cantiones quædam nova.. Rostochii, anno M. DC. XXV.. 1625. Libris 2514366
10. ↑  Piae cantiones ecclesiasticae... (1910) (på engelska). Piae Cantones.: A collection of church & school song chiefly ancient Swedish, originally published in A.D. 1582 by Theodoric Petri of Nyland. Rev. and re-ed., with preface and explanatory notes, by G.R. Woodward for the Plainson & mediæval music society.. London. Libris 2589054
11. ↑  Andersén Harald, Mäkinen Timo, red (1967). Piae cantiones vanhoja kirkko- ja koululauluja. Helsinki: Musiikki Fazer. Libris 9645579

### Webbkällor
- Anderson, Douglas D.. ”Piæ Cantiones – A Medieval Song Treasury” (på engelska). The Hymns and Carols of Christmas!. http://www.hymnsandcarolsofchristmas.com/Hymns_and_Carols/Biographies/piae_cantiones.htm. Läst 30 november 2012.